# Diogenes van Oinoanda

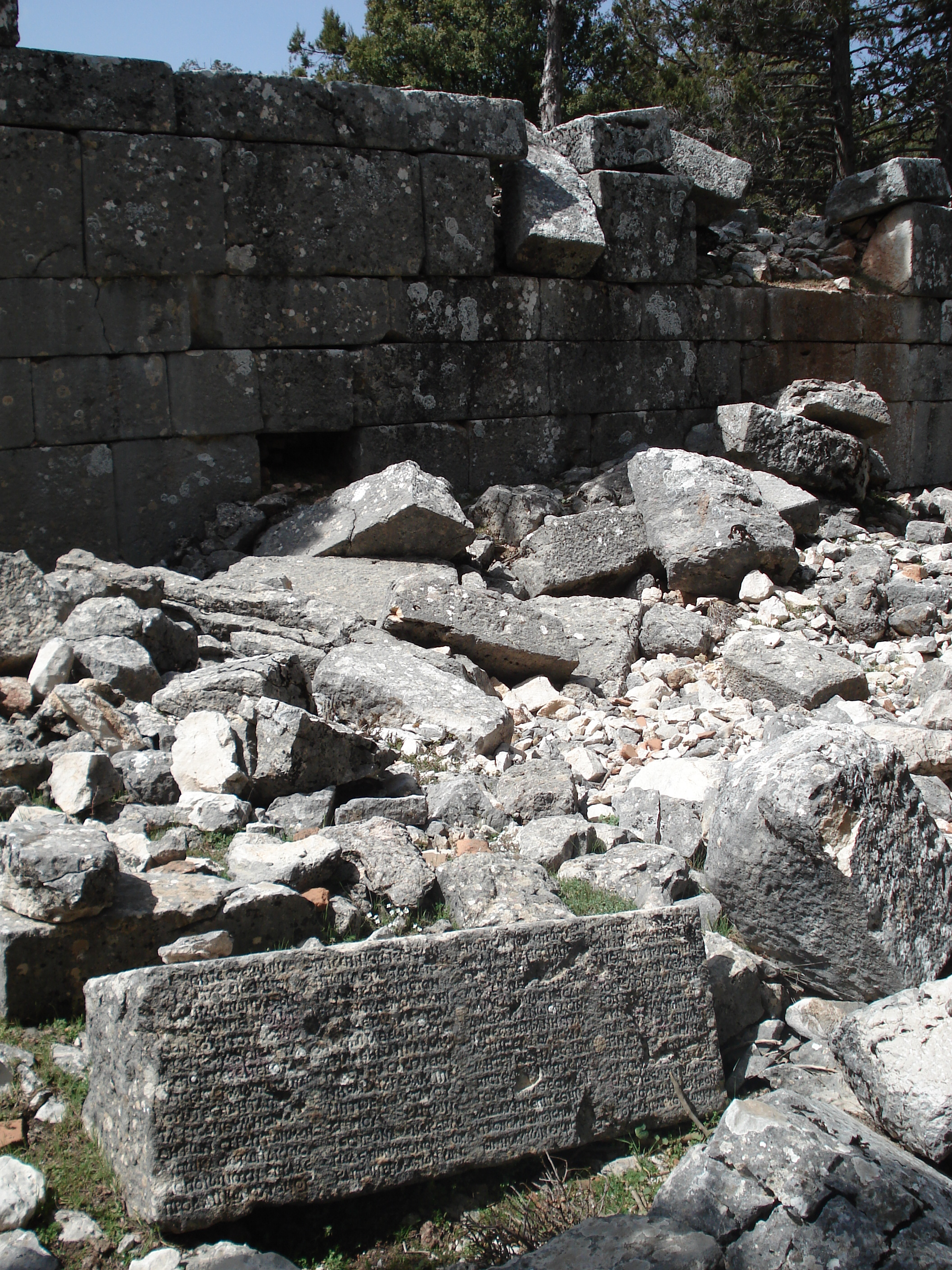
Fragment van de inscriptie in de vindplaats (2010)

Diogenes van Oinoanda (Oudgrieks: Διογένης ὁ Οἰνοανδέας / Diogénēs ho Oinoandéas) was een rijke inwoner van de Lykische bergstad Oinoanda die in de 2e eeuw de volledige achterwand van een plaatselijke stoa bedekte met een inscriptie waarop hij de filosofie van het epicurisme uitlegde. De tekst, waarvan hij grotendeels de auteur is, vormt een belangrijke bron voor de studie van deze stroming.

## Biografische gegevens
Er zijn geen andere bronnen over Diogenes dan zijn eigen inscriptie. In de inleiding daarvan stelde hij zich voor als een volgeling van Epikouros, wiens filosofische inzichten hem tot een gelukkig mens hadden gemaakt. Op zijn oude dag wilde hij die levenswijsheid nalaten aan zijn stadsgenoten, omdat hij dacht dat ze er meer aan zouden hebben dan aan baden of toneelvoorstellingen. Met een publieke inscriptie hoopte hij meer mensen te bereiken dan hij er kon aanspreken, ook vreemdelingen en toekomstige generaties. Hij had de indruk dat verkeerde opvattingen zich als een besmettelijke ziekte verspreidden. Het lijden dat hij hieruit zag ontstaan, roerde hem tot tranen toe en deed hem de plicht voelen het met filosofie te genezen. Behalve zijn beweegredenen gaf Diogenes, vooral in weergegeven brieven, ook persoonlijke informatie over zijn vrienden, zijn reizen, zijn leeftijd en zijn ziekte. Hij moet een begoed burger zijn geweest om pal in het stadscentrum zo'n initiatief te bekostigen, dat te beschouwen is als een bijzondere uiting van het antieke weldoenerschap.

## Inscriptie

### Situering
Diogenes liet de inscriptie aanbrengen op de achterwand van een zuilengang, gelegen aan de zuidzijde van een plein. Epigrafisch wordt ze gedateerd rond het jaar 130, al bestaan er ook latere en vroegere dateringen. De zuilengang en de inscriptie zijn ergens in de periode 250-275 afgebroken om te worden hergebruikt in de stadsmuur die toen werd gebouwd. Ongeveer een kwart van de tekst is sinds 1884 beetje bij beetje opgegraven. Ook in de 21e eeuw worden nog geregeld nieuwe brokstukken gevonden. Van de tekst waren anno 2017 een 300 fragmenten bekend.

### Uitzicht
De monumentale inscriptie, de grootste ooit ontdekt uit de oudheid, was vermoedelijk opgebouwd uit zeven horizontale banden die elk te lezen waren als een opengerolde papyrus, beschreven met smalle kolommen. Omwille van de leesbaarheid waren de letters rood gekleurd en nam hun grootte toe naarmate het om een hogere band ging. Alles samen waren de banden ruim 3,25 meter hoog, zonder de plint. Op basis van de onderste regel wordt geschat dat de inscriptie minstens 65 en waarschijnlijk eerder 81,25 meter lang was (ongeveer 200-250 kolommen). De inscriptiemuur was ingedeeld als volgt:
| Zevende band: Over de ouderdom (kolommen van vijf regels hoog)                       |
| Zesde band: Over de ouderdom (kolommen van acht regels hoog)                         |
| Vijfde band: Over de ouderdom (kolommen van vijf regels hoog)                        |
| Vierde band: Brieven en spreuken (kolommen van tien regels hoog)                     |
| Derde band: Brieven en spreuken (kolommen van veertien regels hoog)                  |
| Tweede band: Fysica (kolommen van veertien regels hoog)                              |
| Eerste band: Ethica (kolommen van veertien regels hoog) Spreuken (doorlopende regel) |
| Plint                                                                                |

### Inhoud
Diogenes liet zijn inscriptie beginnen met een korte inleiding over zijn bedoelingen, gevolgd door de epicurese natuurfilosofie. Dit alles was op ooghoogte aangebracht op de tweede band. In lijn met Epikouros meende Diogenes dat het leven van veel mensen werd vergald door angst voor de goden en voor de dood, en verlangens die de maat van het natuurlijke en noodzakelijke te buiten gingen. Macht en bezit leidden slechts af van het ideaal, een ongestoord leven dat van genieten het doel maakt, begrepen als het vermijden van pijn. Hij zette uiteen dat de werkelijkheid bestaat uit atomen, dat bij ons overlijden de ziel uiteenvalt en dat er geen leven is na de dood. Natuurverschijnselen zijn geen tekenen van de goden en moeten om die reden evenmin angst inboezemen. Na deze inleiding kwam Diogenes tot de eigenlijke natuurfilosofie, met stellingen over dromen en de oorsprong van de mens die gelijken op die van Lucretius.
Op de onderste band tekende hij de ethiek van Epikouros op, die gestoeld was op de natuurfilosofie. Behalve de klassieke leer over deugd en genot en de contracttheorie van maatschappelijke rechtvaardigheid, bevat het traktaat ook enkele ideeën die niet typisch zijn voor het epicurisme zoals we het kennen en mogelijk te beschouwen als een originele bijdrage van Diogenes. Beroemd is het fragment waarin hij een Gouden Tijdperk in het vooruitzicht stelde, waarmee hij een eigen versie gaf van een toekomstverwachting die in de 1e eeuw in allerlei vormen leefde. In dit tijdperk zal alles vervuld zijn van rechtvaardigheid en wederzijdse liefde, en zal iedereen studeren en samen het land bewerken zonder slavernij. Weliswaar lijkt deze toekomst eerder utopisch omdat ze pas zal aanbreken als een bepaalde deugd (wijsheid?) heerst, waartoe hij niet alle mensen in staat achtte. Dit belet niet dat hij een opmerkelijke openheid van geest bezat. Behalve dat hij slavernij blijkbaar niet in alle omstandigheden natuurlijk vond, is er ook een ethisch fragment waarin hij van zijn kosmopolitisme getuigde, dat al uit de inleiding bleek. Diogenes meende dat er geen echte vreemdelingen zijn. De verschillende segmenten van de wereld mogen verschillende mensen dan een verschillend land geven, het kompas van de wereld geeft alle mensen een enkel land, de hele aarde, en een enkel huis, de wereld.
Helemaal onderaan de ethiek bracht hij op een doorlopende regel de zogenaamde hoofdstellingen van Epikouros (Κύριαι Δόξαι / Kuriai Doxai). Hoewel een achttal stellingen niet voorkomen in de versie die we kennen van Diogenes Laërtius, weerspreekt dat niet per se dat ze teruggaan op Epikouros, aangezien hij zijn eigen maximes hogerop aanbracht. De slagzinnen op de onderste regel vormden een soort gemakkelijk te memoriseren samenvatting die ook halfgeletterden kon bereiken.
Boven de natuurfilosofie voorzag Diogenes twee banden met spreuken en filosofische brieven, waaronder een brief van Epikouros aan zijn moeder en een van hemzelf aan zijn vriend Antipater. Daarin vernemen we onder meer dat hij op Rodos is om de besneeuwde winters van Oinoanda te ontvluchten en dat hij vrienden wil bezoeken in Athene of Beotië. De tekst breekt af waar hij een uiteenzetting over de oneindigheid van het aantal werelden aankondigt. Ook is er een brief waarin Diogenes belooft het onderwijs van een aantal vrouwen af te maken, wat als een belangrijke innovatie door Epikouros was geïntroduceerd.
De bovenste drie banden bevatten een traktaat over de ouderdom. Het ontzenuwt de klassieke bezwaren dat ouderdom deelname aan het openbare leven belet, zwakte met zich meebrengt en het genot wegneemt. In deze tekst gebruikt Diogenes ook argumenten van niet-epicurese filosofen als Plato en de stoïcijnen, scholen waarmee hij meestal polemiseert.

## Uitgaven
- Martin Ferguson Smith (ed.), Diogenes von Oinoanda. The Epicurean Inscription, 1993, ISBN 8870882705
- Martin Ferguson Smith (ed.), The Philosophical Inscription of Diogenes of Oinoanda (= Tituli Asiae minoris, nr. 20), 1996, ISBN 3700125968
- Martin Ferguson Smith (ed.), Diogenes of Oinoanda. The Epicurean Inscription. Supplement, 2003, ISBN 8870884414
- Jürgen Hammerstaedt en Martin Ferguson Smith (eds.), The Epicurean Inscription of Diogenes of Oinoanda. Ten Years of New Discoveries and Research, 2014, ISBN 9783774939271

## Nederlandse vertaling
- Levenslessen in steen, inl. en vert. Simone Mooij-Valk, 2000, ISBN 9056930370